# 李鳳毛
李鳳毛（1515年—？），字于翔，號有池，四川成都府彭縣人，民籍，明朝政治人物。

## 生平
嘉靖二十五年（1546年）丙午科順天府鄉試第六十三名舉人。嘉靖二十九年（1550年）中式庚戌科會試第二百八十九名，三甲第十三名進士。授大名府推官，三十三年正月选授浙江道試監察御史，九月實授，巡按直隸，三十四年巡按宣大，三十六年三月升光禄寺少卿，三十九年九月改南京太僕寺少卿。

## 家族
曾祖李燧，教諭；祖父李岳，府教授；父李培，母鄧氏。具庆下。弟鳳閣。